# Conseil économique et social de la Ligue arabe

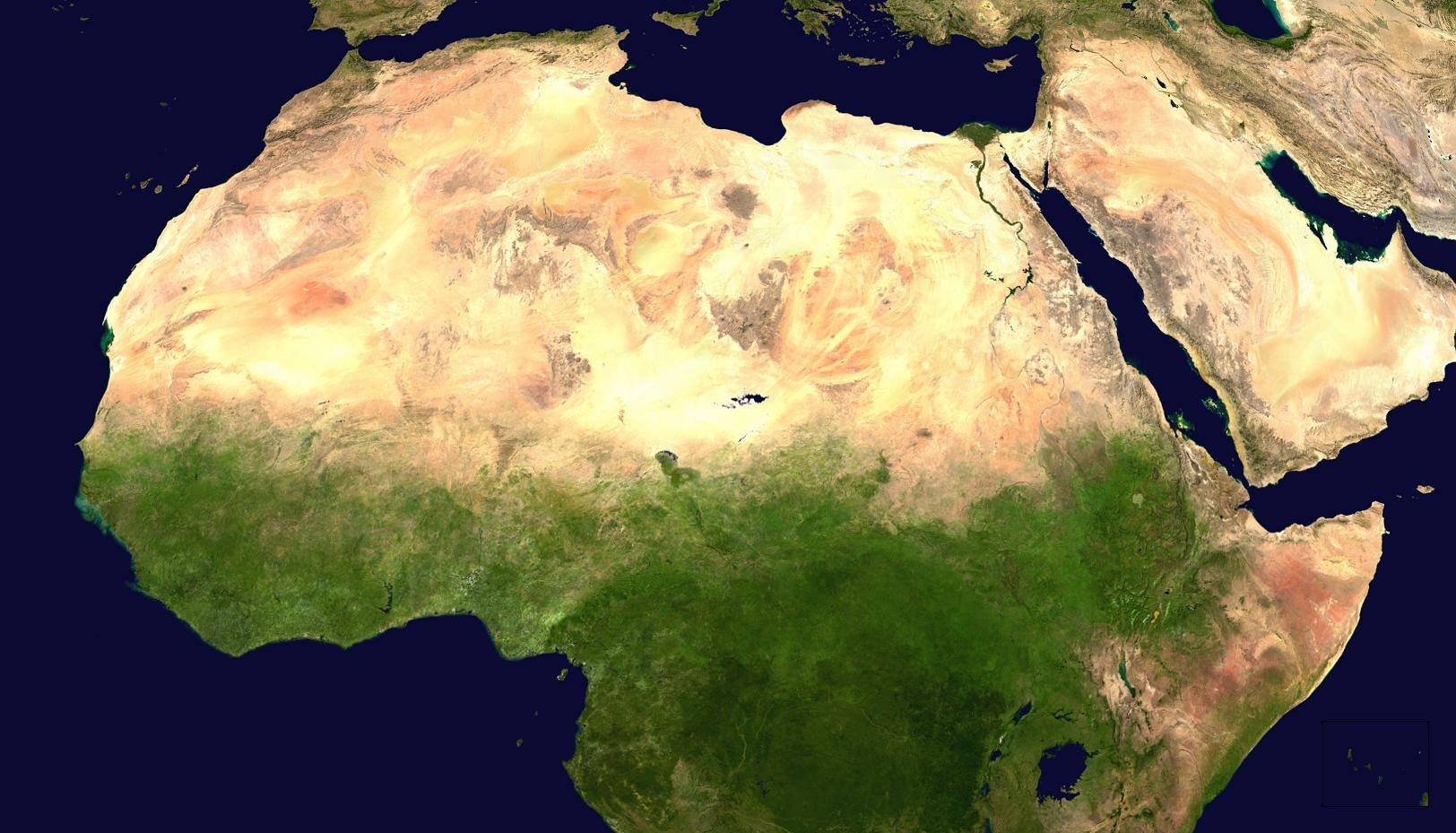
Carte des États de la Ligue arabe.

Le Conseil économique et social de la Ligue arabe (en arabe : مجلس جامعة الدول العربية الاقتصادي والاجتماعي, Majlis jāmiʿat ad-dawal al-ʿarabiya al-iqtiṣādy wal-ijtimāʿ), initialement le conseil économique est une institution qui coordonne l'intégration économique entre les États membres de la Ligue arabe. Elle est établie en 1950 sous les termes du Traité de Défense commune et de coopération économique entre les États de la ligue arabe (Joint Defence and Economic Co-operation Treaty) en 1950. Le conseil s'est pour la première fois réuni en 1953. En 1957, il crée le Conseil de l’Unité économique arabe (Council of Arab Economic Unity) et établit en 2005 une zone de libre-échange, la Grande zone arabe de libre-échange (Greater Arab Free Trade Area).